# Melanum laterale
Melanum laterale är en tvåvingeart som först beskrevs av Alexander Henry Haliday 1833.  Melanum laterale ingår i släktet Melanum och familjen fritflugor. Arten är reproducerande i Sverige. Inga underarter finns listade i Catalogue of Life.